# Monica Lewinsky
Monica Samille Lewinsky là một phụ nữ Hoa Kỳ đã dính vào bê bối  với cựu Tổng thống Bill Clinton khi cô làm thực tập sinh tại Nhà Trắng vào các năm 1995 và 1996. Chuyện tình cảm này và hậu quả của nó, đặc biệt là các cáo buộc với Tổng thống Bill Clinton thường được gọi là Vụ bê bối Clinton-Lewinsky.

## Thời thơ ấu và học tập
Monica Samille Lewinsky sinh ra tại San Francisco, bang California và lớn lên trong một gia đình giàu có tại miền Nam California và từng sinh sống tại khu vực Westside Brentwood của Los Angeles và Beverly Hills. Cha của cô là Bernand Lewinsky, một bác sĩ chuyên khoa về ung thư, ông là con trai của một người Đức gốc Do Thái đã chạy trốn Đức Quốc xã và nhập cư đến El Salvador và sau đó tới Hoa Kỳ. Mẹ của cô, khi sinh có tên là Marcia Kaye Vilensky, bà là con gái của một gia đình người Rumani gốc Do Thái, hiện bà dùng tên là Marcia Lewis. Việc cha mẹ của Monica ly thân rồi sau đó ly dị vào các năm 1987 và 1988 đã có tác động mạnh đến cô. (cha cô sau đó tái hôn với bà Barbara; mẹ cô sau đó tái hôn với R. Peter Straus, một quản trị viên ngành truyền thông.)
Lớn lên, cô được gửi đến Học viện Sinai Akiba, một trường tôn giáo . Cô học chương trình giáo dục chính quy tại Trường John Thomas Dye tại Bel-Air. Sau đó, cô đến học tại trường Trung học Beverly Hills và đã tốt nghiệp tại trường dự bị Bel Air (sau này gọi là Trường Trung học Thái Bình Dương) vào năm 1991.
Cô theo học 2 năm cao đẳng cộng đồng tại trường Santa Monica College, và làm việc tại phòng kịch của trường Trung học Beverly Hills và tại một cửa hàng bán cà vạt. Năm 1993, cô được vào học trường Lewis & Clark tại Portland, Oregon và tốt nghiệp với học vị tâm lý học vào năm 1995.
Nhờ sự thuận lợi của một mối quan hệ gia đình, Lewinsky chuyển đến thủ đô Washington, D.C để làm việc tại Nhà Trắng trong vai trò thực tập sinh mùa hè không nhận lương bắt đầu làm việc từ tháng 7 năm 1995.

## Vụ bê bối

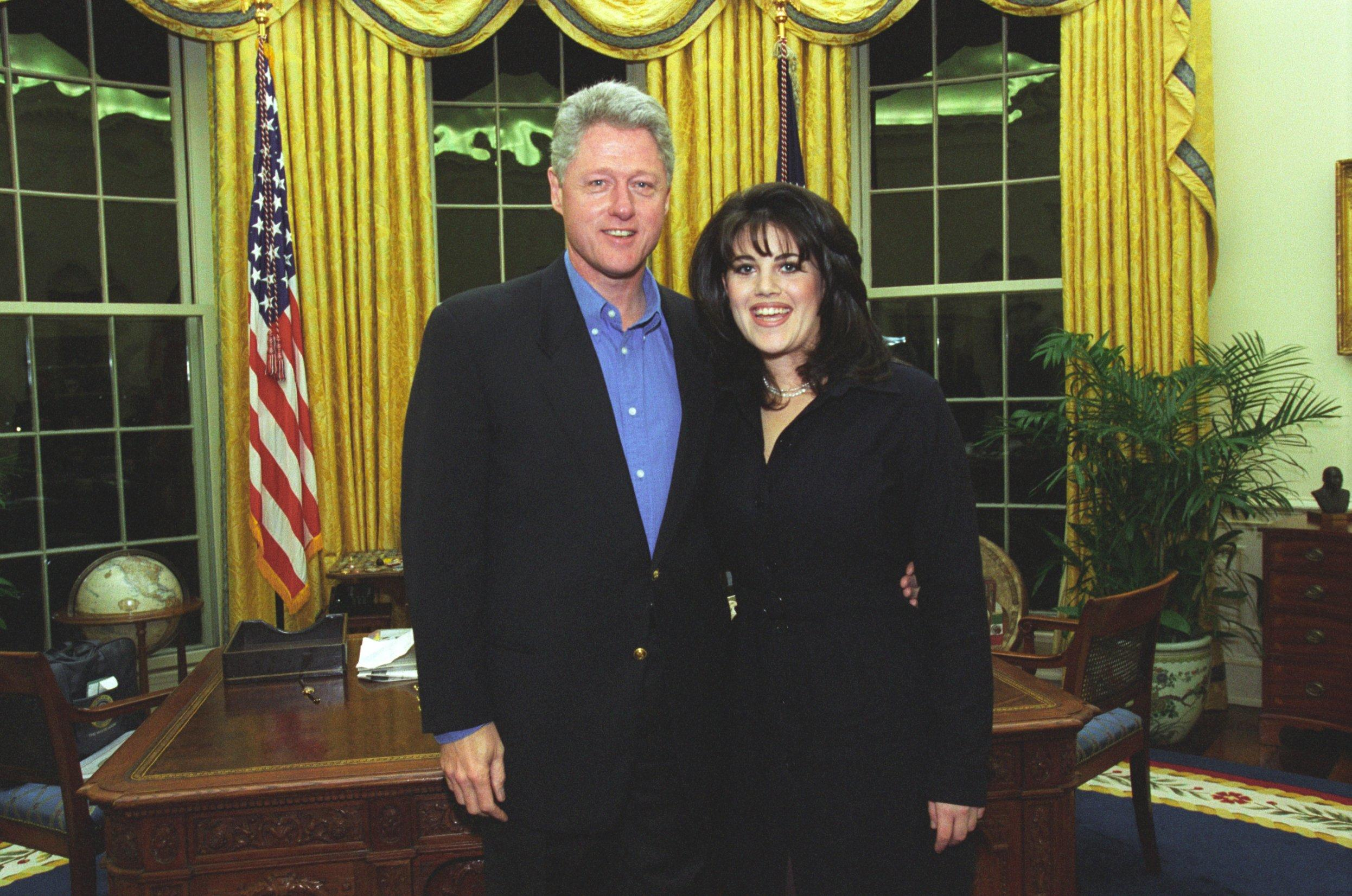
Tại Phòng Bầu dục Nhà Trắng

Giữa tháng 11 năm 1995 và tháng 3 năm 1997, Lewinsky đã có một mối quan hệ mật thiết với Tổng thống Bill Clinton. Sau này cô khai rằng mối quan hệ đó bao gồm cả việc kích thích dương vật bằng miệng trong Phòng Bầu dục và các tiếp xúc tình dục khác, nhưng việc giao cấu đã không xảy ra.
Tổng thống Clinton trước đó đã phải đương đầu với các cáo buộc về hành vi tình dục sai trái, đáng quan tâm nhất là các tuyên bố về mối quan hệ trong thời gian dài với ca sĩ Gennifer Flowers và vụ việc với nhân viên chính quyền bang Arkansas Paula Jones; các sự kiện này được nói là đã xảy ra trong thời gian ông Clinton làm Thống đốc bang Arkansas. Paula Jones đã đệ trình một cáo trạng tố tụng dân sự chống lại Bill Clinton về hành vi quấy rối tình dục. Tên của Lewinsky trở nên nổi bật trong các vụ việc pháp lý này khi được kết nối tới lý lẽ cuối cùng, khi luật sư John tìm kiếm chứng cứ trong tư cách của Clinton để chứng minh luận điểm của ông.
Tháng 4 năm 1996, các cấp trên của Lewinsky đã chuyển cô đến Lầu Năm Góc bởi họ cảm thấy cô giành quá nhiều thời gian bên cạnh Clinton. Lewinsky đã kể với một đồng nghiệp tên là Linda Tripp về mối quan hệ của cô với Tổng thống. Từ tháng 12 năm 1997, Tripp bắt đầu thu âm một cách bí mật các cuộc điện thoại giữa họ về vấn đề giao cấu với Clinton. Vào tháng 1 năm 1998, sau khi Lewinsky tuyên thệ trong vụ án của Paula Jones và phủ nhận mọi mối quan hệ tình cảm với Clinton, và cố gắng thuyết phục mọi người rằng Tripp đã nói dối trong vụ án này, Tripp đã đưa đoạn băng ghi âm cho Kenneth Starr, Starr sau đó đã mở rộng điều tra bao gồm cả việc thẩm vấn Lewinsky, Clinton và những người khác về việc họ đã khai man trước tòa trong vụ án của Paula Jones. Đáng chú ý, Tripp chắc chắn rằng Lewinsky đã giữ những món quà mà Clinton tặng cho cô. Trong lời tuyên thệ, Clinton đã phủ nhận việc có "một việc tình dục", "quan hệ tình dục" hay "một mối quan hệ tình dục" với Lewinsky.
Tin tức về mối quan hệ giữa Clinton-Lewinsky đã được loan tải từ tháng 1 năm 1998. Vào tháng này 26 tháng 1 năm 1998, tổng thống Clinton tuyên bố "Tôi không có những mối quan hệ tình dục với người phụ nữ đó, Cô Lewinsky" trên truyền hình toàn quốc . Vấn đề ngay lập tức chiếm lĩnh trên các kênh truyền thông tin tức và Lewinsky đã phải dùng kỳ nghỉ cuối tuần sau đó để trốn tránh sự chú ý tại nhà của mẹ cô .
Cllinton đã nói "Đó không phải là một mối quan hệ tình dục, một mối quan hệ giới tính sai trái hay bất cứ loại quan hệ sai trái nào", một tranh cãi về "điều đó phụ thuộc vào nghĩa của từ "is" là gì". Dưới sức ép của Starr, người đã thu được từ Lewinsky một y phục màu xanh dương với các dấu vết tinh dịch của Clinton, cũng như bản chứng nhận của Lewwinsky rằng Tổng thống đã đút một điếu xì gà vào âm đạo của cô, Clinton bắt đầu nói rằng "Tôi có một mối quan hệ không thích hợp với cô Lewwinsky". Clinton đã phủ nhận việc khai man trước tòa bởi vì, theo ông, định nghĩa pháp lý  của tình dục bằng miệng không thuộc bản chất của "tình dục". Thêm vào đó, tin cậy vào các định nghĩa về "mối quan hệ tình dục" được đưa ra bởi bên nguyên và được sự đồng ý của bên biện hộ và bởi Judge Susan Webber Wright, người đã nghe vụ tố tụng của Paula Jones. Clinton tuyên bố đó chắc chắn là một hành động được thực hiện trên người ông, không phải do ông làm, ông không tham gia trong một mối quan hệ tình dục. Lewinsky chứng nhận với cơ quan điều tra, tuy nhiên Clinton tuyên bố ông hoàn toàn bị động trong việc giữa họ.
Cả Clinton và Lewinsky đều được gọi lên trước một bồi thẩm đoàn; Clinton khai qua một hệ thống truyền hình cáp. Khi có cơ hội đưa ra lời cuối, Lewwinsky đã nói với bồi thẩm đoàn "Tôi căm thù Linda Tripp".

## Cuộc sống sau này
Những tháng đầu sau vụ án không phải là dễ dàng đối với Lewinsky. Cô kể lại: " Mỗi tối mẹ tôi ngồi ở lề giường cho tới khi tôi thiếp ngủ". Như một đứa trẻ con. " Cả tháng tôi chỉ được tắm mà không được đóng cửa phòng." Để mà cô ta khỏi làm gì không tốt cho bản thân..
Vụ việc đã khiến Monica Lewinsky trở nên nổi tiếng như một tiêu điểm thế hệ trẻ trong một cơn lốc chính trị. Vào đầu năm 1999, Lewinsky đã khước từ việc xin chữ ký tại một sân bay
. Vào ngày 3 tháng 3 năm 1999, Lewinsky đã trả lời phỏng vấn Barbara Walters trên ABC’s 20/20; chương trình đã thu hút sự theo dõi của 70 triệu người Mỹ, và ABC nói đây là kỷ lục cho một chương trình tin tức . Cô hợp tác với Andrew Morton trong câu chuyện của ông về cuộc đời cô và khía cạnh của cô trong mối quan hệ với Clinton (Monica’s Story) . Sách được xuất bản vào tháng 3 năm 1999 và cũng có phần trích đăng trên Tạp chí Time . Lewwinsky đã kiếm được 500.000 USD từ quyển sách và 1 triệu USD khác cho bản quyền quốc tế của cuộc phỏng vấn, nhưng vẫn bị vây quanh bởi các hóa đơn pháp lý và chi phí sinh hoạt. Lewinsky đã khai trương một thương hiệu đồ trang sức của chính cô bằng hai bản phác thảo vào ngày 8 tháng 5 năm 1999. Đài NBC đã phát sóng chương trình "Saturday Night Live", đả kích mối quan hệ của cô với Clinton 16 tháng sau đó.
Vì tài chính của mình, Lewinsky đã vượt qua sự chú ý của giới truyền thông bằng việc đan len . Trong tháng 9 năm 1999, Lewinsky đã đưa sự quan tâm này đi xa hơn bằng việc bắt đầu bán các túi xách có dòng chữ mang tên cô , dưới tên công ty The Real Monica, Inc. Họ bán qua mạng cũng như tại Henri Bendel ở New York, Fred Segal tại California và The Cross tại Luân Đôn .
Từ năm 2000, Lewinsky bắt đầu xuất hiện trên kênh truyền hình thương mại của Jenny Craig, Inc. Một triệu USD được xác nhận. Lewinsky nói rằng mặc dù cô khát khao trở về cuộc sống bình thường, cô cần tiền để trả chi phí pháp lý. trong khi người phát ngôn cho Lewinsky Jenny Craig nói rằng "Cô ấy là biểu trưng cho một phụ nhanh nhẹn và bận rộn của xã hội ngày nay với một phong cách sống sôi nổi. Và cô ấy đã thoát ra và đấu tranh mãnh liệt trong một thời gian dài. Điều đó giống như phần đông các phụ nữ tại Mỹ" . Sự lựa chọn của Lewinsky với vai trò người mẫu chứng tỏ lời của Jenny Craig. Jenny Craig chấm dứt việc đồng hành cùng Monica vào tháng 2, kết thúc hoàn toàn cuộc vận động của cô vào tháng 4 năm 2000 và chỉ trả cho cô 300.000 USD
Cũng vào đầu năm 2000, Lewinsky chuyển đến thành phố New York, cô sinh sống tại West Village và trở thành khách loại A trong hoàn cảnh xã hội Manhattan. Tháng 2 năm 2000, Lewinsky xuất hiện trên "The Tom Green Show" của MTV. Sau đó vào năm 2000, Lewinsky làm việc như một thông tín viên cho Kênh truyền hình 5 của Anh trong chương trình "Monica's Postcards", ghi nhận về xu hướng và văn hóa Mỹ từ các địa phương khác nhau.
Tháng 3 năm 2002, Lewinsky sau khi được sự đồng ý của chính quyền Mỹ đã xuất hiện trên một chương trình đặc biệt của HBO "Monica in Black and White", một phần của loạt chương trình "America Undercover". Trong đó, cô trả lời các câu hỏi được ghi âm của khán giả về cuộc đời cô và vụ việc với Clinton.
Lewinsky mở một chương trình truyền hình thực tế "Mr. Personality" trên kênh Fox vào năm 2003 . Trong đó cô hỏi ý kiến các cô gái trẻ ai lựa chọn người đàn ông nào sau tầm màn che. Một vài người Mỹ đã tẩy chay các quảng cáo của chương trình, phản đối Lewinsky lợi dụng tiếng tăm của cô. Tuy thế, chương trình được đánh giá rất cao  và tờ New York Times đã viết rằng "sau nhiều năm thử kiếm tiến bằng tiếng tăm của mình qua việc thiết kế túi xách và các kế hoạch khác. Cô Lewinsky đã tìm thấy sự phù hợp trong ngành truyền hình". Tuy nhiên, tỷ lệ người xem tụt dốc sau mỗi tuần . và sau đó chương trình bị tạm ngưng . Cùng năm đó, cô xuất hiện trên cẩm nang của chương trình V Graham Norton tại Anh, High Chaparall tại Thụy Điển, và The View cũng như Jimmy Kimmel Live! Tại Hoa Kỳ.
Sau khi cuốn tự truyện của Bill Clinton xuất bản năm 2004, Lewinsky nói trong một cuộc phỏng vấn với Daily Mail rằng "Ông ta đã nói dối". Năm 2005, Lewinsky nhận thấy mình không thể thoát khỏi sự chú ý tại Hoa Kỳ, với cả khó khăn trong nghề nghiệp và đời sống cá nhân. Cô ngưng bán các túi xách có in tên mình và chuyển tới sống tại Luân Đôn. Tháng 12 năm 2006, Lewinsky có bằng thạc sĩ tâm lý xã hội từ Trường Kinh tế Luân Đôn, nơi cô theo học từ tháng 9 năm 2005 . Luận văn của cô có tiêu đề "In Search of the Impartial Juror: An Exploration of the Third-person effect and Pre-Trial Publicity". Cô đã trải qua từ khi tránh xa sự "nổi tiếng".
Lewinsky trao đổi thư từ từ năm 2009 với học giả Ken Gormley, người nghiên cứu về các scandal của Clinton, cô vẫn duy trì quan điểm rằng Clinton đã nói dối khi tuyên thệ về mối quan hệ với cô: "Không có sự thật nào trong phát biểu của ông ta bởi vì họ đã kể cho ông ta chi tiết và các câu hỏi đều rành mạch để rồi ông ta trả lời sai sự thật". Hiện cô vẫn chưa kết hôn, bạn bè cô cho biết cô vẫn chưa yêu ai và vẫn say đắm cựu tổng thống Bill Clinton